# Théorie non métrique de la gravitation
Une théorie non métrique de la gravitation est une théorie physique de la gravitation dont l'approximation aux champs faibles est la gravitation newtonienne, qui est compatible avec l'espace de Minkowski de la relativité restreinte comme cas particulier où la gravitation est absente, et où la gravitation ne dépend pas que de la métrique du référentiel de l'observateur, dans l'espace courbe en général.
La théorie de Ni est une théorie non métrique (elle propose un couplage entre le champ électromagnétique et le champ gravitationnel), celle d'Einstein-Cartan aussi (elle propose un couplage avec le spin).
La relativité générale n'en fait pas partie : c'est une théorie métrique. 
Certaines théories non métriques respectent le principe d'équivalence d'Einstein, d'autres ne le respectent pas. Il semble qu'aucune ne respecte le principe d'équivalence « fort ». 
À ce jour (2018), aucun test expérimental ou observation, notamment sur le principe d'équivalence, n'a pu prendre à défaut la relativité générale.